# Terreur à New York
Terreur à New York (Terror In New York City) est le 4e épisode de la première saison de la série télévisée Les Sentinelles de l'air. L'ordre de diffusion étant différent de l'ordre de production, il fut le treizième épisode réalisé.

## Synopsis
De retour de mission, le Thunderbird 2 est attaqué par erreur par l'U.S. Navy et deviens temporairement inutilisable. Quelques jours plus tard, lors d'un chantier consistant à déplacer l'Empire State Building, le sol se fissure faisant s'effondrer plusieurs bâtiments. Bientôt, le reporter Ned Cook qui couvrait l'événement se retrouve prisonnier sous les décombres. On appelle alors la Sécurité Internationale à la rescousse, mais celle-ci devra agir sans l'aide de son engin numéro 2...